# Jürgen Deecke
Jürgen Deecke (Lübeck, 1911. április 28. – Északi-tenger, 1940. április 6.) második világháborús német tengeralattjáró-parancsnok volt. Két harci küldetése volt, hajót nem sikerült elsüllyesztenie.

## Pályafutása
Jürgen Deecke 1931. április 7-én csatlakozott a német haditengerészethez, október 14-étől kadétként szolgált. Folyamatosan haladt a ranglétrán, 1940. április 1-jén nevezték ki korvettkapitánynak.
Deeckét 1938. október 29-én nevezték ki az első világháború után épített első német tengeralattjárónak, a IIA típusú U–1 parancsnokának. A búvárhajóval két őrjáratot tett, az elsőt 1940. március 15. és március 29. között. A második küldetése mindössze három napig tartott, 1940. április 6-án tengeralattjárójával brit aknamezőbe futott, és felrobbant. A detonációban Jürgen Deecke meghalt.

## Összegzés
| Hajója | Parancsnoki szolgálata               | Őrjáratok száma | Őrjáratok hossza (nap) | Eltalált hajók száma | Eltalált hajók vízkiszorítása (brt) |
| ------ | ------------------------------------ | --------------- | ---------------------- | -------------------- | ----------------------------------- |
| U–1    | 1938. október 29. – 1940. április 6. | 2               | 18                     | 0                    | 0                                   |